# Сражение при Менфё
Сражение при Менфё (вен. Ménfői csata) — сражение, произошедшее 5 июля 1044 года недалеко от Дьёра между немецкой и венгерской армиями и закончившееся поражением венгров.
В 1041 году Петер Орсеоло, второй король Венгрии, сменивший своего дядю Иштвана I, был свергнут Самуилом Абой. Вначале он нашел убежище в Австрии, ища защиты у своего зятя, маркграфа Адальберта, а затем явился за помощью в возвращении престола ко двору короля Генриха III. В начале лета 1044 года Генрих III вторгся в Венгрию. К нему присоединились многие венгерские магнаты, которые указали немцам проходы в болотистой местности. 
Армии противников сошлись недалеко от Дьёра. Войска Генриха уступали по численности венгерским. Однако в рядах венгров царило недовольство, и после атаки немецкой кавалерии армия Самуила быстро разбежалась. Самуил также бежал с поля боя, но был схвачен и убит сторонниками Петера. 
В Секешфехерваре Петер был восстановлен в королевских правах и согласился принести присягу Генриху III. То же самое сделали венгерские магнаты и дворяне. Венгрия стала вассалом Священной Римской империи. Однако этот сюзеренитет закончился два года спустя, когда Петер был снова свергнут во время языческого восстания Ваты.